# Cantone di Saint-Maur-des-Fossés-2
Il Cantone di Saint-Maur-des-Fossés-2 è una divisione amministrativa degli arrondissement di Créteil e di Nogent-sur-Marne
È stato istituito a seguito della riforma dei cantoni del 2014, che è entrata in vigore con le elezioni dipartimentali del 2015.

## Composizione
Comprende parte del comune di Saint-Maur-des-Fossés e i comuni di:
- Bonneuil-sur-Marne
- Ormesson-sur-Marne
- Sucy-en-Brie